# Carpodacus rodochroa
El camachuelo cejirrosado (Carpodacus rodochroa) es una especie de ave paseriforme de la familia Fringillidae propia del Himalaya.

## Distribución y hábitat
Se encuentra en el norte del subcontinente indio, distribuido por las montañas del Himalaya de Bután, Tíbet, India, Nepal y Pakistán. Su hábitat natural son los bosques de montaña.